# استنلی دیمبلبی
استنلی دیمبلبی (انگلیسی: Stanley Dimbleby; ۱۶ نوامبر ۱۹۱۶ – ۱۷ اکتبر ۱۹۹۲) بازیکن فوتبال اهل بریتانیا بود.
از باشگاه‌هایی که در آن بازی کرده‌است می‌توان به باشگاه فوتبال پورت ویل اشاره کرد.